# كوارك (منتجات الألبان)

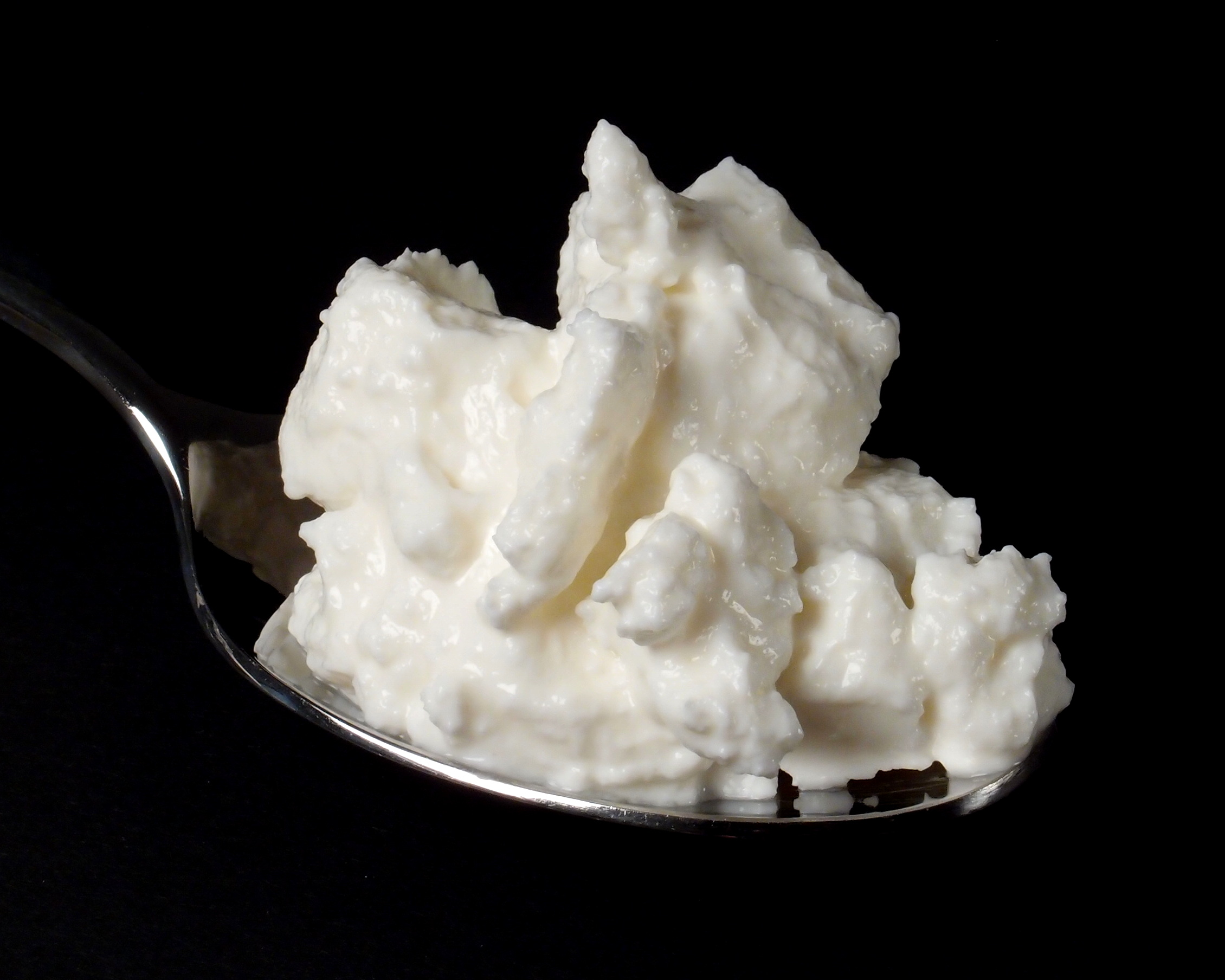
كوارك حليب مقشود له قوام الكريمة

الكوارك (Quark) هو نوع من منتجات الألبان (أو مشتقات الحليب) يصنع من تسخين الحليب المحمّض إلى درجات حرارة معتدلة فاترة إلى الوصول إلى مرحلة التخثر (أو الترويب) ثم التصفية. تشتهر ألمانيا والدول المحيطة بها بإنتاج الكوارك وفق هذه الطريقة، وتعود أصل التسمية إلى اللغة الألمانية، وتصنف هناك تحت أنواع جبنة الحليب المحمض الطازجة.
تقليدياً لا تضاف المنفحة عند تحضير الكوارك، ولكن حديثاًَ تقوم بعض المنشآت بإضافته عند إنتاج الكوارك.

## اقرأ أيضاً
- منتجات الألبان